# 円照院
円照院（えんしょういん、慶長2年（1597年） - 寛永20年10月18日（1643年11月29日））は、安土桃山時代から江戸時代前期にかけての女性。姫路藩主本多忠政の次女。母は松平信康の次女・熊姫。小笠原忠脩正室、後に小倉藩主・小笠原忠真正室。実名は亀姫（かめひめ）。
曽祖父徳川家康の養女となり、自身の母方の従兄で家康の曾孫にあたる松本藩の世嗣・小笠原忠脩に嫁いだが、元和元年（1615年）4月、夫が大坂夏の陣で戦死した。
家康の命により、元和2年（1616年）12月、忠脩の同母弟・忠真に再嫁した。
寛永20年（1643年）に47歳で死去し、浅草海禅寺に葬られた。法名は円照院華陽宗月大姉。

## 子女
- 忠脩との子
  - 繁姫：蜂須賀忠英の正室
  - 小笠原長次：中津藩初代藩主
- 忠真との子
  - 小笠原長安：小倉藩の世嗣
  - 市松姫：黒田光之の正室
  - 小笠原長宣：小倉藩の世嗣
  - 嘉禰：松平頼元の正室
  - 娘（名前不詳）：夭折